# Michael Auditor
Michael Auditor (* 18. Dezember 1942 in Breslau; † 12. August 2023) war ein deutscher Politiker. Als Abgeordneter der SPD gehörte er während der 9. bis 12. Wahlperiode dem Niedersächsischen Landtag an.

## Leben
Michael Auditor, Sohn des Studienrats Johannes Angres, besuchte zunächst die Schillerschule in Hannover und später das Aufbaugymnasium Marienhöhe in Darmstadt. Nach dem Abschluss der mittleren Reife war er von 1963 bis 1974 Soldat auf Zeit. An der Bundeswehrfachschule absolvierte er die Fachhochschulreife. Von 1975 bis 1978 war Auditor als Stadtinspektoranwärter bei der Stadt Hannover beschäftigt und schloss an de Verwaltungsschule erfolgreich die Abschlussprüfung für den gehobenen Verwaltungsdienst ab.
Er war Mitglied der SPD seit 1968. Von Februar 1979 bis 1977 war er als Kommunalpolitiker tätig. 1972 bis 1982 war Auditor Vorsitzender des SPD-Ortsvereins Hannover-Wettbergen. Im Jahr 1973 wurde er Mitglied des SPD-Unterbezirksvorstandes Hannover. Hier war er von 1981 bis 1983 stellvertretender Unterbezirksvorsitzender. Von 1983 bis 1987 war Auditor Mitglied des SPD-Bezirksvorstandes Hannover und wurde im Jahr 1980 Vorsitzender des Arbeiter-Samariter-Bundes in Hannover. Von 1972 bis 1974 war Auditor Ratsherr der Gemeinde Wettbergen, ab 1973 zudem SPD-Fraktionsvorsitzender. Zwischen 1974 und 1978 war er Mitglied des Ortsrates Hannover-Wettbergen und SPD-Fraktionsvorsitzender.
Auditor war Mitglied des Niedersächsischen Landtages der 9. bis 12. Wahlperiode vom 21. Juni 1978 bis 20. Juni 1994. Zwischen dem 27. Juni 1990 und dem 20. Juni 1994 war er Vorsitzender des Ausschusses für Städtebau und Wohnungswesen.
Michael Auditor war ab 1967 mit Inge Auditor, geborene Kinghorst, verheiratet und hatte zwei Söhne (Markus und Matthias).